# Епархия Морона
Епархия Морона (лат. Dioecesis Moronensis) — епархия Римско-Католической церкви с центром в городе Морон, Аргентина. Епархия Морона входит в митрополию Буэнос-Айреса. Кафедральным собором епархии Морона является церковь Непорочного Зачатия Пресвятой Девы Марии и Доброго Путешествия.

## История
11 февраля 1957 года Папа Римский Пий XII выпустил буллу «Quandoquidem adoranda», которой учредил епархию Морона, выделив её из архиепархии Ла-Платы.
10 апреля 1961 года, 18 июля 1969 года и 13 мая 1997 года епархия Морона передала часть своей территории для образования соответственно епархий Сан-Мартина, Сан-Хусто и Мерло-Морено.

## Ординарии епархии
- епископ Мигель Распанти, S.D.B.[1] (13.03.1957 — 22.01.1980);
- епископ Хусто Оскар Лагуна (22.01.1980 — 30.11.2004);
- епископ Луис Гильермо Айхгорн (30.11.2004 — 30.06.2017);
- епископ Хорхе Васкес (30 июня 2017 — 28.05.2025, в отставке);
- епископ Alejandro Pablo Benna (28.05.2025 — по настоящее время).